# Армянская епархия Азербайджана
Азербайджанская епархия Армянской Апостольской церкви (арм. Ադրբեջանի թեմ) — епархия Армянской Апостольской церкви Эчмиадзинского католикосата. Центром является город Баку. Прекратила действовать после армянских погромов 1990 года. Последним предводителем епархии был епископ Анания Арападжян (1983—1990).

## История
Территория Бакинской епархии охватывала юго-восточную часть Бакинской губернии Российской империи и в 1911 году подразделялась на 15 общин с совокупным числом верующих Армянской Апостольской церкви 30 тысяч человек. Гандзакская епархия включала Елизаветпольскую губернию Российской империи, и по состоянию на 1911 год общий приход ААЦ здесь составлял около 100 тысяч человек в 72 общинах. После упразднения Бакинской и Гандзакской епархий их территория вошла в состав Азербайджанской епархии. В 1918 году к Азербайджанской епархии были присоединены общины Средней Азии и епархия стала именоваться «Азейбарджанской и Среднеазиатской».
Азербайджанская епархия ААЦ была образована Католикосом всех армян Геворгом VI после Великой Отечественной войны, когда появилась возможность приступить к реорганизации и открытию епархий ААЦ, в результате некоторых привилегий, предоставленных Сталиным в послевоенный период. Согласно этому, в 1945 году Арцахская и Гандзакская епархии были объединены с Бакинской и Туркестанской епархиями. В 1990 году, после погромов, бегства, а затем и депортации армянского населения Азербайджана, на его территории не осталось ни одного действующего храма, а епархия была вынуждена прекратить свою деятельность.